# Pringles

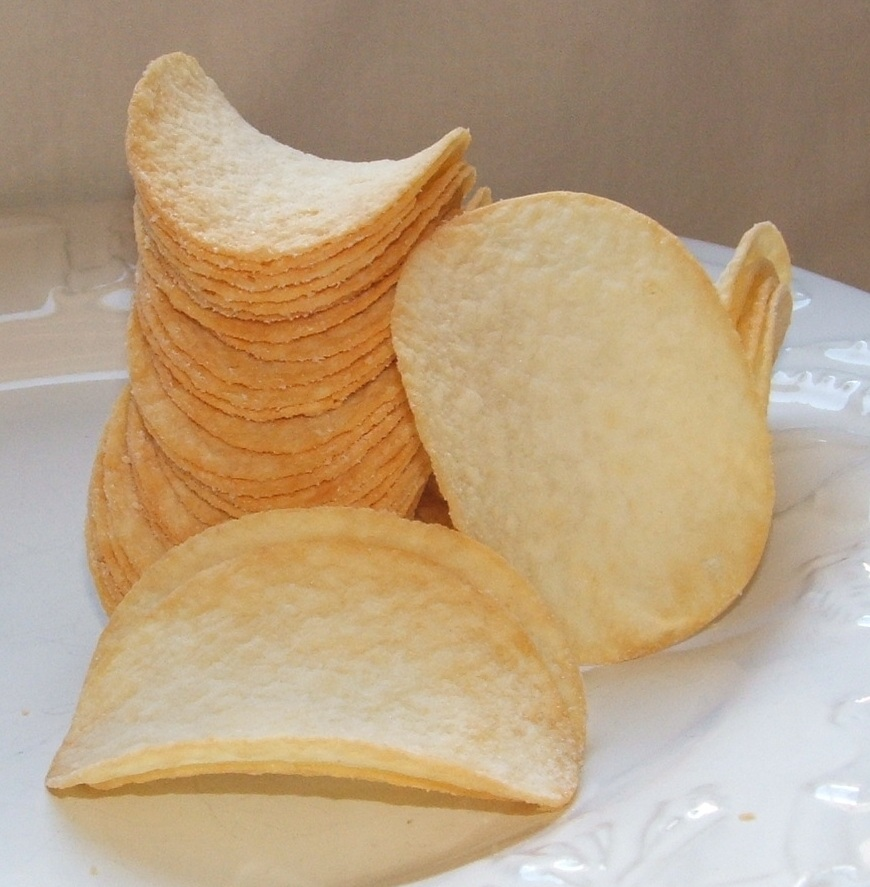
Pringles-chips

Pringles is een snackmerk van chipsvormige hartige koekjes, oorspronkelijk van Procter & Gamble, tussen 2012 en 2023 van Kellogg Company, die het in 2023 onderbracht bij Kellanova. In 2024 werd Kellanova overgenomen door Mars. De eetwaren worden voor de Europese markt geproduceerd in Mechelen, België en Kutno, Polen.
Het merk verscheen op de Amerikaanse markt in 1967 en in 2000 in Nederland. De koekjes zelf worden ook 'Pringles' genoemd, als meervoud van 'Pringle': een metonymie.
De snacks hebben een vorm die lijkt op die van aardappelchips, maar ze worden van zo'n 40% aardappelvlokken, maïs, tarwe en rijst gemaakt. Pringles worden in het Verenigd Koninkrijk wettelijk als koekjes beschouwd, waardoor het bedrijf minder belasting hoeft te betalen. Ze worden verpakt in een kartonnen koker en vallen op door hun zadelvorm.

## Smaken en soorten
De hartige koekjes zijn verkrijgbaar in verpakkingen met diverse afmetingen in diverse smaken zoals: Original, Paprika, Sour cream & Onion, Ketchup, Hot & Spicy, Cheese & Onion, Cheese, Salt & Vinegar, Texas BBQ Sauce, Pizza, Honey mustard en Sweet Chili. In 2006 werd Pringles Delight met 33% minder vet in vijf smaken geïntroduceerd. In 2015 kwam Pringles Tortilla op de markt en in 2019 Rice Fusion in de smaken Malaysian Red Curry, Indian Tandoori Chicken Masala, Peking Duck with Hoisin Sauce, Japanese BBQ teriyaki, Indian Chicken Tiki Masala en sinds 2020 Japanese Katsu Curry.

## Pringoooals
Als het Nederlands of Belgisch elftal meedoet aan een EK- of WK-voetbal zijn er tijdelijk Pringoooals verkrijgbaar. Dit zijn Pringles die in een voetbalverpakking zitten. Hieraan zijn vaak acties gekoppeld, waarmee voetbalgerelateerde artikelen te winnen zijn.

## Verkoop
Pringles was het laatste voedingsmerk van Procter & Gamble. Het van oorsprong Amerikaanse bedrijf wilde het merk verkopen. In april 2011 werd een overeenkomst gesloten met Diamond Foods uit Californië, dat walnoten en popcorn verkoopt. Maar toen er begin 2012 een boekhoudschandaal bij dat bedrijf aan het licht kwam, ging de verkoop niet door. Uiteindelijk kocht in 2012 de Kellogg Company Pringles voor een bedrag van 2,7 miljard dollar.